# Ana Rosa Quintana
Ana Rosa Quintana Hortal (Madrid, 12 gennaio 1956) è una giornalista e conduttrice televisiva spagnola.
Ha studiato giornalismo nell'Università Complutense di Madrid ed ha partecipato in molti programmi della radio e della televisione. È una delle più note e influenti presentatrici iberiche ed è proprietaria di una casa di produzione, la Cuarzo.

## Opere
- Sabor a hiel, 2000

## TV
- El programa de Ana Rosa (2006-2023). Telecinco
- Sabor a ti (1998-2004). Antena 3
- Extra Rosa (1997-1998) con Rosa Villacastín. Antena 3
- Veredicto, (1994-1995). Telecinco
- Telediario, (1982-1983).TVE